# 鈴木豊 (ゴルファー)
鈴木 豊（すずき ゆたか、1946年7月1日 - ）は日本の元プロゴルファー。

## 来歴
1973年にプロ入りし、1974年の美津濃プロ新人で2位になったのが最高で、1975年のアジアサーキット前までは約72万円しか稼いでいなかった 。
アジアサーキット開幕後は杉本英世・河野高明と共にシンガポールオープンへ出場 し、最終日には4番から3連続を含む7バーディーを挙げ、1番だけをボギーにする好調さ で、6アンダー66 という猛烈なコースレコード を打ち立てる。前日の5打差11位から大逆転 し、謝敏男&郭吉雄（ 中華民国）、マーティ・ボーエン（ アメリカ合衆国）、テッド・ボール（ オーストラリア）を抑えて初優勝を飾り、賞金5905ドル、日本円で約177万円を獲得 。
帰国後のペプシウィルソントーナメントでは3日目に67をマークし、吉川一雄、ベン・アルダ（フィリピン）と並んでの8位タイに着けた。
1976年にはマレーシアダンロップマスターズで初日から首位を続け、ハル・アンダーウッド（アメリカ）とボビー・リム（ マレーシア）の激しい追い込みを辛うじて1打差に振り切って海外2勝目を飾り、1977年の同大会では2アンダーのパー70を記録し、ザイナル・アビディノ（マレーシア）を1打差で破って、大会2連覇を達成すると同時に海外3勝目を挙げる。
国内では1976年の中部オープンで3日目に呂良煥（中華民国）と並んでの首位タイとなり、最終日には陳健振（中華民国）の2位に入る。
1979年の東海クラシックでは2日目に68をマークし、吉川・謝敏・入江勉と並んでの2位タイに着けた。
1982年のデサントカップ北国オープンでは初日を青木基正・謝永郁（中華民国）・新関善美と共に69をマークして3位タイでスタートし、2日目は藤木三郎・鈴木規夫と並んでの6位タイ、3日目は藤木と並んでの5位タイに着け、最終日には3位に入った。
1985年の日経カップ 中村寅吉メモリアルでは気温34.4度という酷暑の中でのラウンドで尾崎直道・岩下吉久・須貝昇・中嶋常幸・倉本昌弘・尾崎将司・鷹巣南雄に次ぎ、謝敏・藤木と並んで9位タイに入る。
1987年には愛知オープンで優勝し、静岡オープンでは呂良・湯原信光・中村通・尾崎直・入江・上原宏一・海老原清治・松井角次に次ぐ10位に入った。
1988年にはテーラーメイド瀬戸内海オープンで並木弘道・入江・川俣茂・中村忠夫と並んでの9位タイ、中部オープンでは中村彰男・時田陽充・塩田昌宏に次ぐと同時に松井・伊藤正己と並んでの4位タイに入り、1996年の東建コーポレーションカップを最後にレギュラーツアーから引退。
その後はシニア入りし、愛知県豊川市のパシフィックゴルフセンターでプロレッスンの指導を務めた。

## 主な優勝
国内
- 1987年 - 愛知オープン

海外
- 1975年 - シンガポールオープン
- 1976年、1977年 - マレーシアダンロップマスターズ